# Edmund Reitter
Edmund Reitter (22. října 1845, Mohelnice – 15. března 1920, Paskov) byl rakouský entomolog.

## Život
Edmund Reitter byl velmi známý expert na brouky Palearktu.
Byl císařským vydavatelem a editorem časopisu Wiener Entomologischen Zeitung (Vídeňský entomologický časopis). Dále byl členem nebo čestným členem společností: Německá entomologická společnost v Berlíně, Vereins für schlesische Insektenkunde ve Vratislavi, Museum Francisco-Carolinum v Linci, Vereins für Naturkunde (Association for Natural History) v Rakousku, Société entomologique de Russie v Petrohradě, Société entomologique d'Égypte a Nederlandsche entomologische Vereenigung v Rotterdamu.
Jako člen korespondent spolupracoval s Naturwissenschaftlichen Verein in Opavě, the Socíetas pro Fauna et Flora fennica v Helsinkách a Réal Sociedad Espanola de Historia Natural v Madridu.
Jeho sbírka brouků je uchovávána v Národním muzeu v Budapešti. Sbírka obsahuje více než 30 000 druhů, 5000 holotypů různých druhů, poddruhů a variet.

## Dílo
- Die Käfer des Deutschen Reiches 5 Bände, Stuttgart K. G. Lutz 1908–1917 (digital: Edmund Reitter: Fauna Germanica – Die Käfer des Deutschen Reiches, Digitale Bibliothek Band 134, Directmnedia Publishing GmbH, Berlin 2006. ISBN 3-89853-534-7)

## Galerie

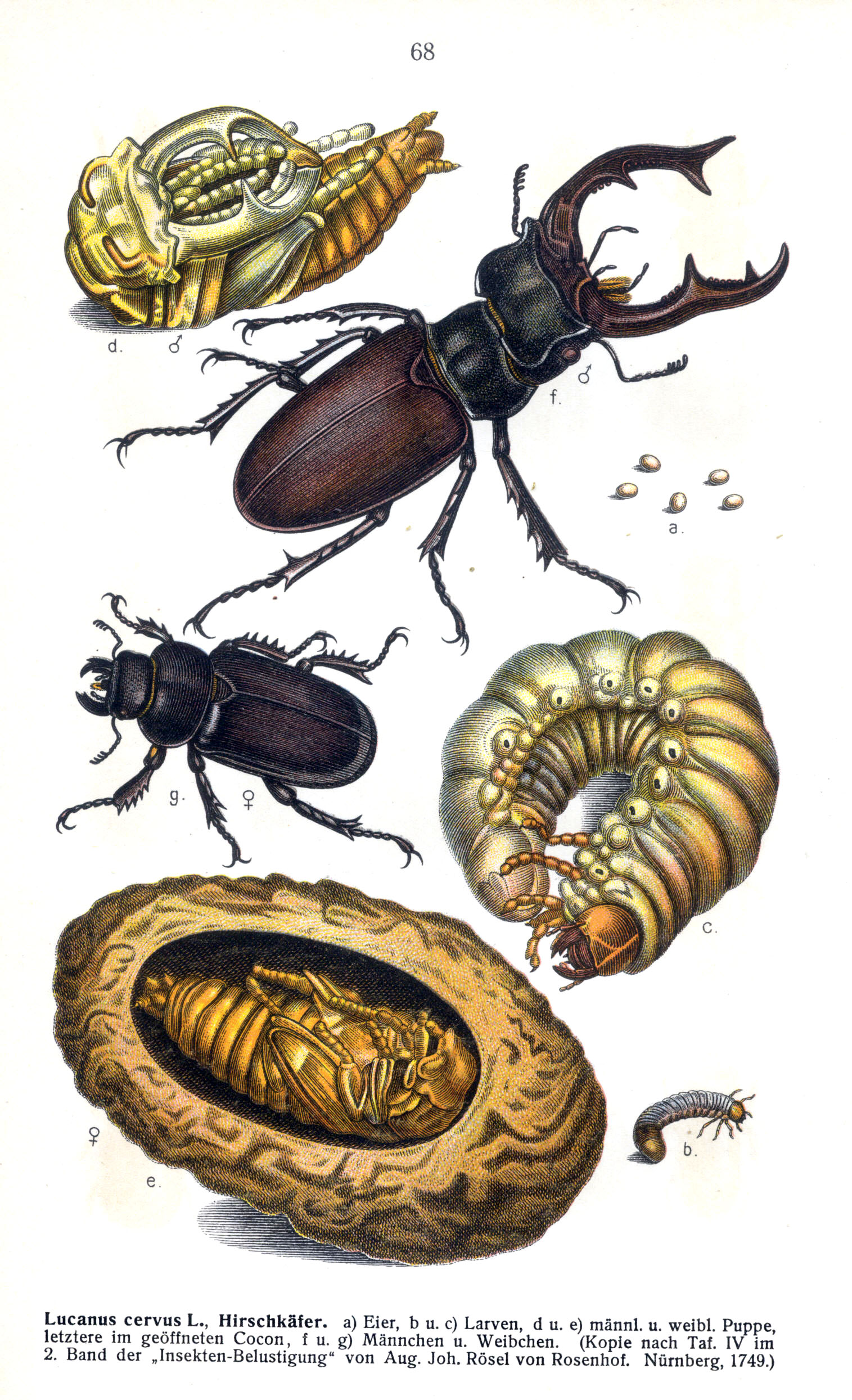
Lucanidae. Tabulka z knihy Die Käfer
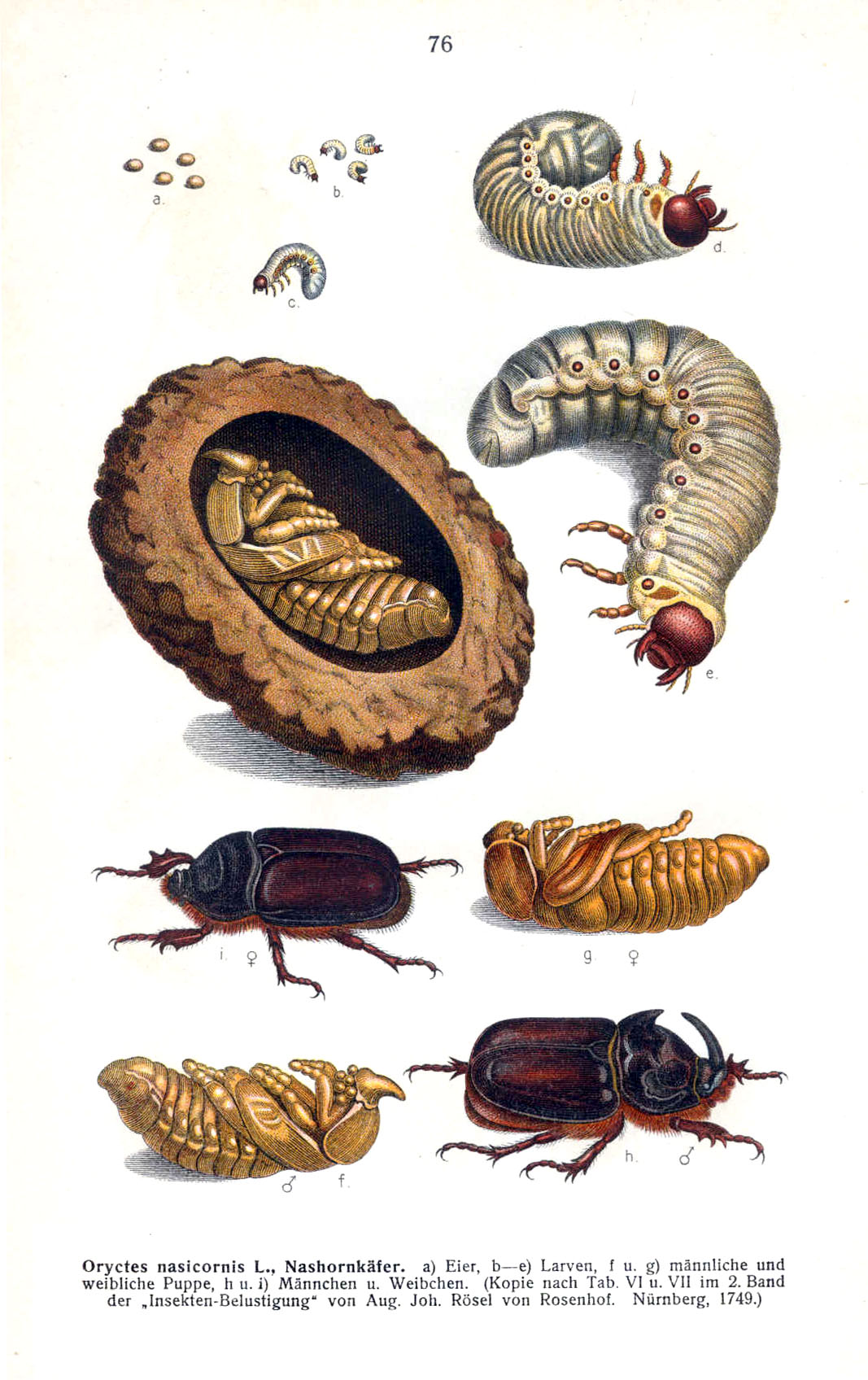
Vývojový cyklus nosorožíka Oryctes nasicornis
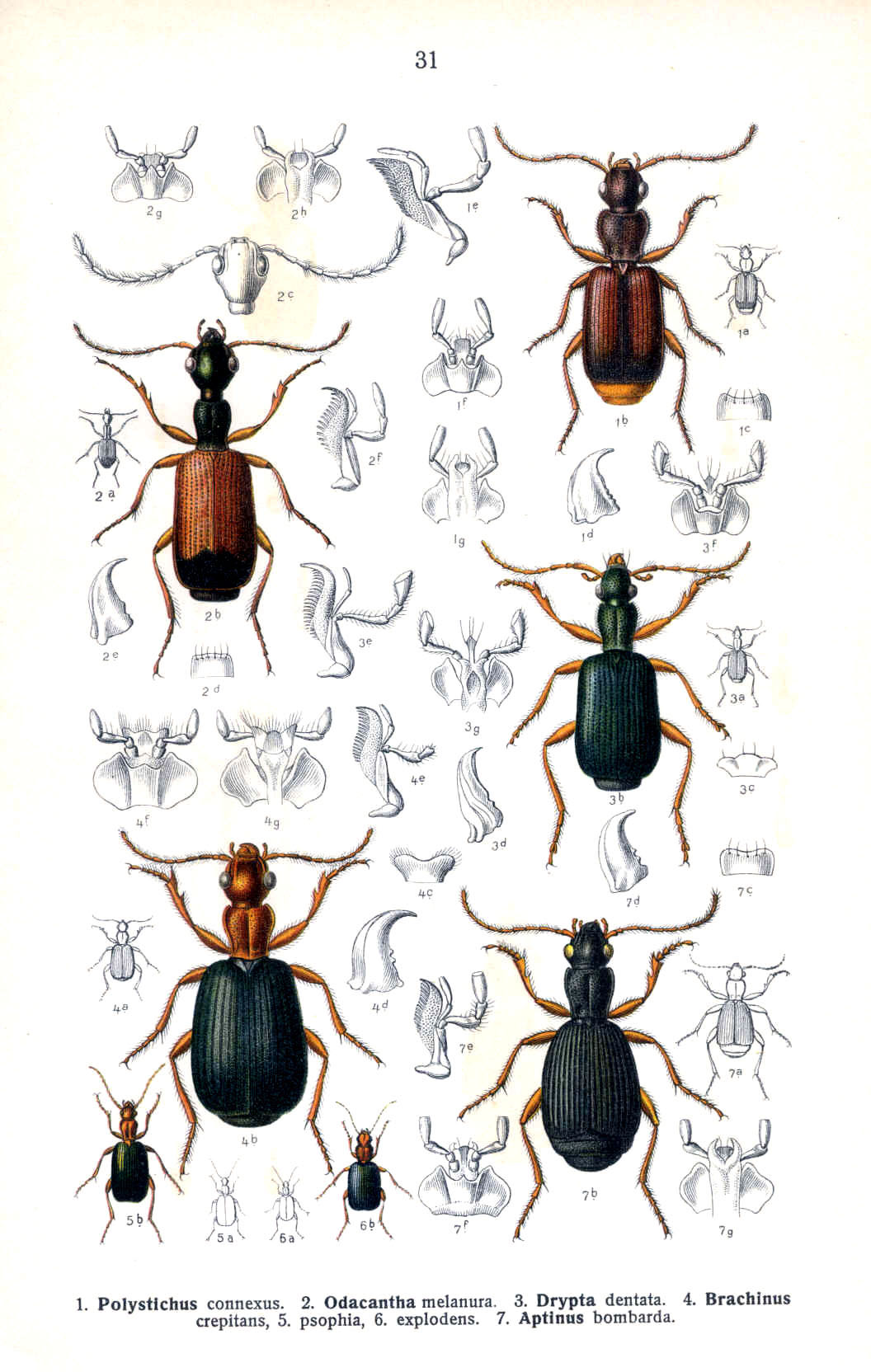
Carabidae. Tabulka z knihy Die Käfer
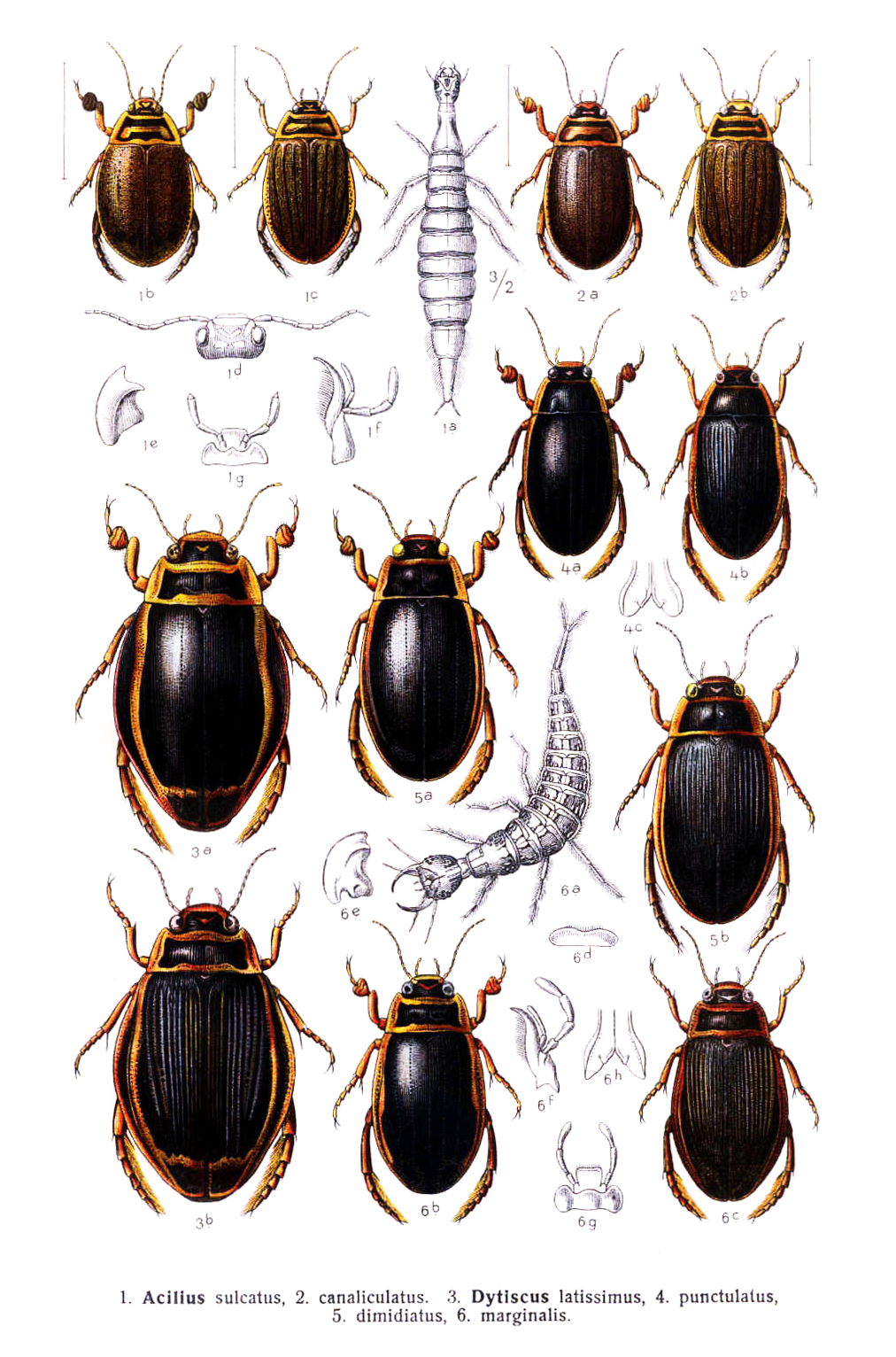
Dytiscidae. Tabulka z knihy Die Käfer
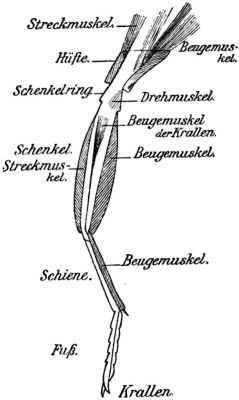
Noha brouka. Tabulka z knihy Die Käfer